# 三鷹市
三鷹市（日语：／ Mitaka shi */?）是日本東京都多摩地區最東邊的市。往東京都特別區部的通勤率達38.1%（2010年「平成22年國勢調査」）。

## 概要
除了因武者小路實篤、山本有三、太宰治等許多作家居住而知名外，也因最早開設零歲幼兒保育設施（1956年）與最早完成100%公共下水道整備（1973年）等先進的自治政策而為人所知。近年因「三鷹市民計畫21會議」（みたか市民プラン21会議）、官民共同計畫「明日城市三鷹」（あすのまち三鷹）、三鷹網路大學等市民、大學、研究機關、企業合作計畫，獲選為2005年年度智慧城市第一名。
此外，三鷹市也是具有都市便利與豐富自然環境的公園都市，市內有國立天文台三鷹園區、跨武藏野市的賞櫻景點井之頭恩賜公園、跨小金井市與調布市的野川公園。
旅遊景點有2001年開館的三鷹之森吉卜力美術館、山本有三紀念館、太宰治文學沙龍等多種文化設施。另外，三鷹站南方的禪林寺有太宰治及森鷗外之墓，市內西南端的龍源寺則有近藤勇之墓。

## 地理

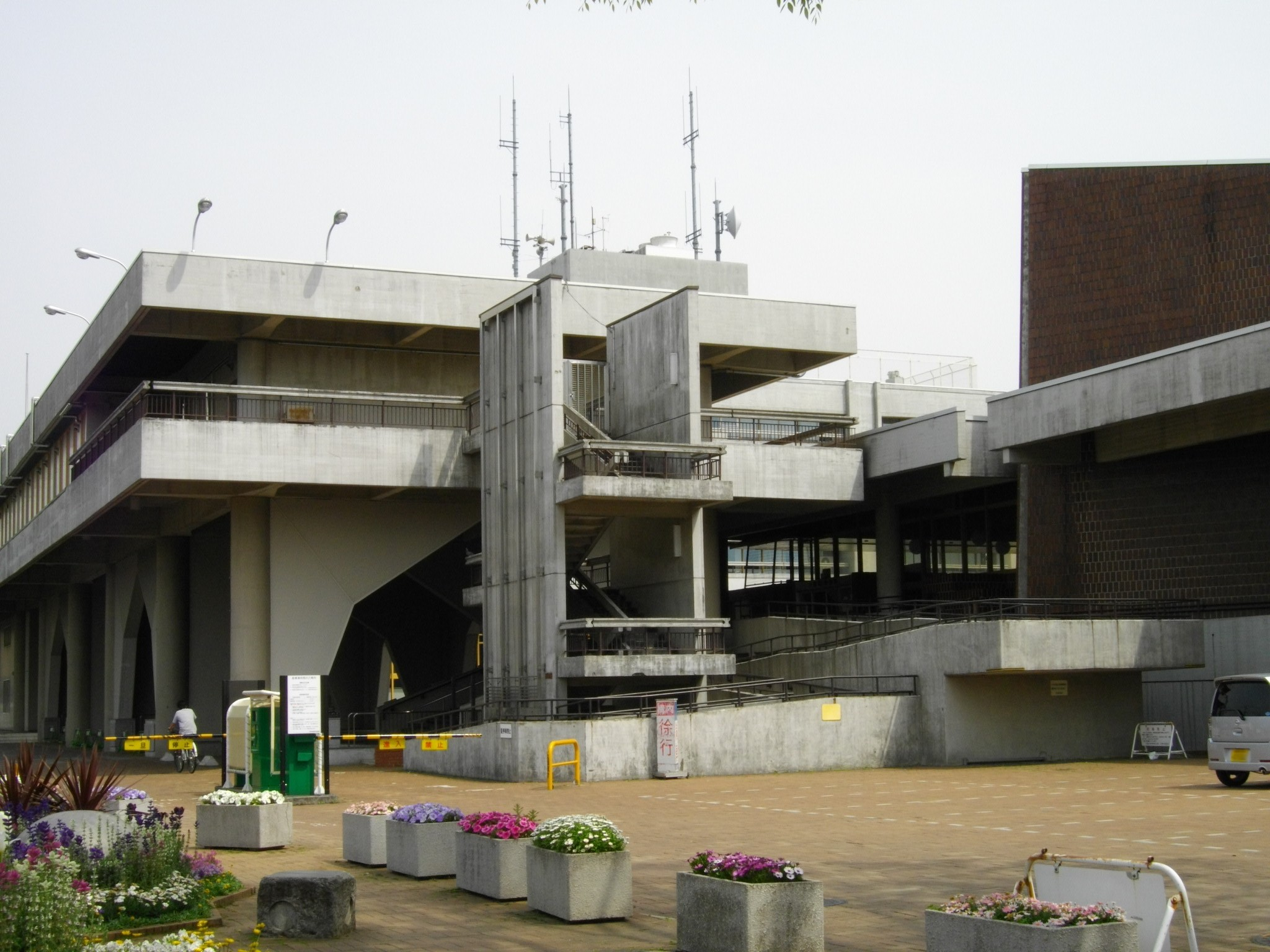
三鷹市公所

位於東京都大約中央的位置（島嶼部除外），屬多摩地區東端，鄰接東京23區，東經139度31-39分、北緯35度39-42分，東西6.4 km、南北5.2 km。
市區的近似鷹展翅後的形狀。
北邊是武藏野市、東方是杉並區、東南是世田谷區、南側是調布市、西邊是府中市（並非鄰接但距離非常近）、西北是小金井市。
在東北位置上的井之頭地區有由井之頭池構成的井之頭恩賜公園與井之頭池，向東南方向流去的神田川是該池源流。此外，在三鷹站地下通過的玉川上水在與武藏野市的邊界向東南方向流，自萬助橋橫切過井之頭公園向牟禮地區流去。大澤地區南側有野川流經，流域的北側有被稱為國分寺崖線的河階。仙川由上連雀地區、下連雀地區橫斷至新川地區。
市區北側有JR中央線東西向經過、設有三鷹站，該站南側是市內第一大的商業地區。此外，沿著神田川經過之京王井之頭線的井之頭公園站、三鷹台站分別與北側的武藏野市、杉並區接壤。此外，市東部的下連雀1丁目可利用吉祥寺站，西北部的井口地區可利用武藏境站，西南部的大澤地區可利用西武多摩川線多磨站。
三鷹市與武藏野市、東京23區屬同一個計程車營業區域。

### 隣接的自治體
- 東 - 世田谷區、杉並區
- 北 - 武藏野市
- 西 - 小金井市
- 南 - 調布市
  - 府中市並沒有鄰接但是距離非常近，只有約50m。

## 歷史
現在的三鷹市在古時屬武藏國多磨郡內。

### 年表
- 1590年代 - 牟禮村、大沢村、上仙川村、下仙川村成立。
- 1690年代 - 上連雀村、下連雀村、野崎村、野川村、北野村成立。
- 1725年代 - 井口新田、深大寺新田、野崎新田、大澤新田成立。
- 1889年（明治22年）- 開始施行市町村制以及合併，成為神奈川縣北多摩郡三鷹村。
- 1893年（明治26年）- 移至東京府管轄。
- 1940年（昭和15年）- 實施町制，成為北多摩郡三鷹町。
- 1950年（昭和25年）- 實施市制，成為三鷹市。

### 地名由來
三鷹此名的由來據說是德川將軍家與御三家進行鷹狩的鷹場所在之村落的集合，包含世田谷領、府中領、野方領（三領的鷹場），但因為舊三鷹村役場發生火災資料燒毀，事實如何不得而知。
- 下連雀 - 地名起源來自因明曆大火由神田連雀町（現在：神田須田町、淡路町附近）而來的移住者（舊連雀新田）。
- 上連雀 - 因位於舊連雀新田的西側（靠近京都）（舊連雀前新田）。
- 牟禮（日语：牟礼 (三鷹市)） - 自朝鮮半島渡海而來的人居住區域（古代朝鮮語「許多人住的地方」的意思）。
- 井之頭（日语：井の頭） - 德川家光鷹狩時見到湧水而命名為「井之頭」。
- 新川（日语：新川 (三鷹市)） - 野川村與上仙川村合併時命名為「新川村」。
- 深大寺（日语：深大寺 (三鷹市)） - 源自深大寺所在的舊神代村（現調布市）飛地「深大寺新田」。
- 井口（日语：井口 (三鷹市)） - 由來自江戸時代進行新田開發的井口權三郎（井口家）。
- 北野（日语：北野 (三鷹市)） - 下仙川村北方的原野而得名。
- 野崎（日语：野崎 (三鷹市)） - 一說是連接深大寺村落的原野，另一說是武藏七黨（日语：武蔵七党）、野與黨（日语：野与党）野崎光員領地。
- 大澤（日语：大沢 (三鷹市)） - 原由不明，據說此地是擁有大量湧水地的沼澤。
- 中原（日语：中原 (三鷹市)） - 中仙川村中央地區移代的原野。原為小字之一，1965年（昭和40年）成為町名。

## 人口
| 三鷹市人口分布圖 |                                               |  |
| 三鷹市與日本全國年齡別人口分布比較圖 （2005年資料） | 三鷹市的年齡、男女別人口分布圖 （2005年資料） |  |
| ■紫色是三鷹市 ■綠色是全国 | ■藍色是男性 ■紅色是女性                       |  |
| 三鷹市人口變化 \| 1970年 \| 155,693人 \| \| \| 1975年 \| 164,950人 \| \| \| 1980年 \| 164,526人 \| \| \| 1985年 \| 166,252人 \| \| \| 1990年 \| 165,564人 \| \| \| 1995年 \| 165,721人 \| \| \| 2000年 \| 171,612人 \| \| \| 2005年 \| 177,016人 \| \| \| 2010年 \| 186,083人 \| \| \| 2015年 \| 186,936人 \| \| \| 2020年 \| 195,391人 \| \| |                                               |  |
| 資料來源：日本總務省統計中心提供之人口普查數據 |                                               |  |
| 1970年 | 155,693人                                     |  |
| 1975年 | 164,950人                                     |  |
| 1980年 | 164,526人                                     |  |
| 1985年 | 166,252人                                     |  |
| 1990年 | 165,564人                                     |  |
| 1995年 | 165,721人                                     |  |
| 2000年 | 171,612人                                     |  |
| 2005年 | 177,016人                                     |  |
| 2010年 | 186,083人                                     |  |
| 2015年 | 186,936人                                     |  |
| 2020年 | 195,391人                                     |  |

### 日夜間人口
2005年夜間人口（居住者）有166,767人，日間人口為148,458人，是夜間人口的0.890倍。往市外的通勤者有49,199人，市外往市內的通勤者有35,145人，市外往市內的學生有5,209人，往市外的學生則有9,464人。

## 市政

### 市長
- 河村孝（日语：河村孝）

### 市議會
- 議員規定人數28人（法律上限人數34人）
- 目前議員數28人
- 任期　2011年5月1日 - 2015年4月30日
- 常任委員會
  - 總務委員會（規定人數7人）
  - 文教委員會（規定人數7人）
  - 厚生委員會（規定人數7人）
  - 社區營造環境委員會（規定人數7人）
- 特別委員會
  - 東京外郭環狀道路調査對策特別委員會（規定人數9人）
  - 調布基地跡地利用對策特別委員會（規定人數9人）
  - 議會營運委員會（規定人數8人）
- 會派構成
  - 三鷹市議會自民民主俱樂部 - 11人
  - 三鷹市議會公明黨 - 5人
  - 三鷹市議會民主黨 - 4人
  - 日本共產黨三鷹市議會議員團 - 4人
  - 虹色之翼（にじ色のつばさ） - 3人
  - 三鷹市議會眾人之黨 - 1人

## 獨自施行的政策
- 地方自治團體行政（コミュニティ行政）
- 自治基本條例
為了記述自治體營運的基本理念，相當於自治體的憲法。
- 三鷹市民計畫21會議（みたか市民プラン21会議）
- 日本的自治體中第一個完成100％下水道建設
- SOHO支援事業
- 明日城市三鷹（あすのまち三鷹）
- 三鷹紫色商品券發行
- 兒童繪本計畫

## 區域合作
- 西東京、武藏野、小金井以及本市共4市，進行公共設施的共同利用。
- 東京都市收益事業組合 - 西東京、福生、狛江、東大和、清瀨、東久留米、武藏村山以及本市共8市舉辦立川競輪。
- 富士見衛生組合（ふじみ衛生組合） - 調布市與本市針對不可燃垃圾進行共同處理的機構。
- 東京都三多摩地域廢棄物廣域處分組合 - 除了秋留野市、日之出町、奧多摩町以及檜原村以外，東京都多摩地區各自治体，針對垃圾做最終處理的機構。

武藏野市與本市過去為了針對可燃垃圾共同處理以及基於舊傳染病預防法的傳染病房共同經營，曾有「武藏野三鷹地區保健衛生組合」的存在，2003年3月解散。

### 自治體交流
姊妹市
- 福島縣西白河郡矢吹町
  - 1964年締結
- 兵庫縣龍野市
  - 1994年友好都市、2001年姊妹市締結

友好市町村
- 1989年與下述5市村發表友好市町村共同宣言
  - 岩手縣遠野市
  - 山形縣
  - 山形縣最上郡戶澤村
  - 長野縣北安曇郡小谷村
  - 長野縣南佐久郡川上村

鷹的交流
- 1989年下述與4町共同舉辦
  - 北海道上川郡鷹棲町
  - 秋田縣北秋田郡鷹巢町（現已併入北秋田市）
  - 山形縣西置賜郡白鷹町
  - 長崎縣北松浦郡鷹島町（現已併入松浦市）

## 日本國政・東京都政

### 日本國政
在日本眾議院小選舉區選舉是屬於東京都第22選舉區（三鷹、調布、狛江、稻城市）。小選舉區制導入的當初，與武藏野市、小金井市共同構成東京都第18選舉區，為了修正一票的差距，由府中市代替，變更為東京都第22選舉區。另有一說是為了弱化以武藏野市、三鷹市為根據地的菅直人（民主黨前代表、現代表代行）的地盤，因此變更區劃。
近年選出的議員如下：
- 2012年12月 第46屆眾議院議員總選舉
  - 伊藤達也（日语：伊藤達也）（自民）
- 2009年8月 第45屆眾議院議員總選舉
  - 山花郁夫（日语：山花郁夫）（民主）
- 2005年9月（第44屆眾議院議員總選舉）
  - 伊藤達也（自民）
  - 伊藤是以調布市為據點。
- 2003年11月（第43回眾議院議員總選舉）
  - 山花郁夫（民主黨）
伊藤達也（自民）次高票落選，比例區復活當選。
  - 山花、伊藤都是以調布市為據點。

眾議院比例區選舉的東京區域單獨候選並當選且居住於三鷹市的議員：
- 2005年9月（第44回衆議院議員總選舉）
  - 笠井亮（日语：笠井亮）（日本共產黨）

參議院
住於市內的參議院議員如下：
- 2004年7月（第20回参議院議員通常選舉）
  - 濱四津敏子（比例代表區、公明黨代表代行）

### 東京都政
本市是單一一個選舉區。規定人數是2人。近年選出的議員如下：
- 2013年6月 東京都議會議員選舉 三鷹市選舉區
  - 吉野利明（自民）
  - 中村洋（民主）

## 教育

### 幼稚園
- 市立幼稚園共3園，自2005年起至2007年止預定廢止。原址將朝向保育園或「幼保一元化設施」的方式更改。

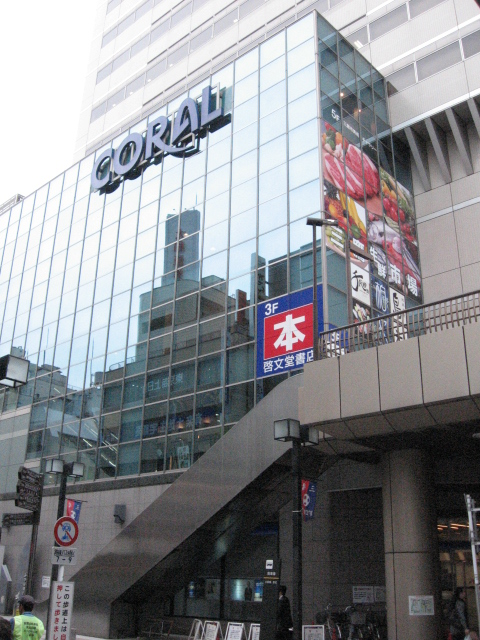
JR三鷹車站

### 小中一貫校
2009年9月，市內的公立中小學將以中學\為單位改制為小中一貫校。
2006年4月開園
- 西三鷹學園（にしみたか学園） - 第二小學、井口小學、第二中學 - 都內第一所小中一貫校

2008年4月開園
- 連雀學園 - 第四小學、第六小學、南浦小學、第一中學（日语：三鷹市立第一中学校）
- 東三鷹學園 - 第一小學（日语：三鷹市立第一小学校）、北野小學、第六中學
- 大澤學園（おおさわ学園） - 大澤台小學、羽澤小學、第七中學

2009年4月開園
- 三鷹之森學園 - 第五小學、高山小學、第三中學
- 三鷹中央學園 - 第三小學、第七小學、第四中學

2009年9月開園
- 鷹南學園 - 中原小學、東台小學、第五中學

### 小學
- 市立
  - 第一小學（日语：三鷹市立第一小学校）（新川）
  - 第二小學（野崎）
  - 第三小學（上連雀）
  - 第四小學（下連雀）
  - 第五小學（井之頭）
  - 第六小學（下連雀）
  - 第七小學（上連雀）
  - 大沢台學（大澤）
  - 高山小學（牟禮）
  - 南浦小學（下連雀）
  - 中原小學（中原）
  - 北野小學（北野）
  - 井口小學（井口）
  - 東台小學（中原）
  - 羽澤小學（大澤）

- 私立
  - 明星學園（日语：学校法人明星学園）小學（井之頭）

### 中學
- 市立
  - 第一中學（日语：三鷹市立第一中学校）（下連雀）
  - 第二中學（野崎）
  - 第三中學（牟礼）
  - 第四中學（上連雀）
  - 第五中學（新川）
  - 第六中學（日语：三鷹市立第六中学校）（新川）
  - 第七中學（大沢）

- 私立
  - 明星學園（日语：学校法人明星学園）中學（井之頭）
  - 國學院大學久我山中學（牟礼）- 地址是「東京都杉並區久我山一丁目」，但學校設施大約有40%在三鷹市牟礼一丁目。
  - 法政大學中學高等學校（日语：法政大学中学高等学校）（牟礼）- 中高一貫校。

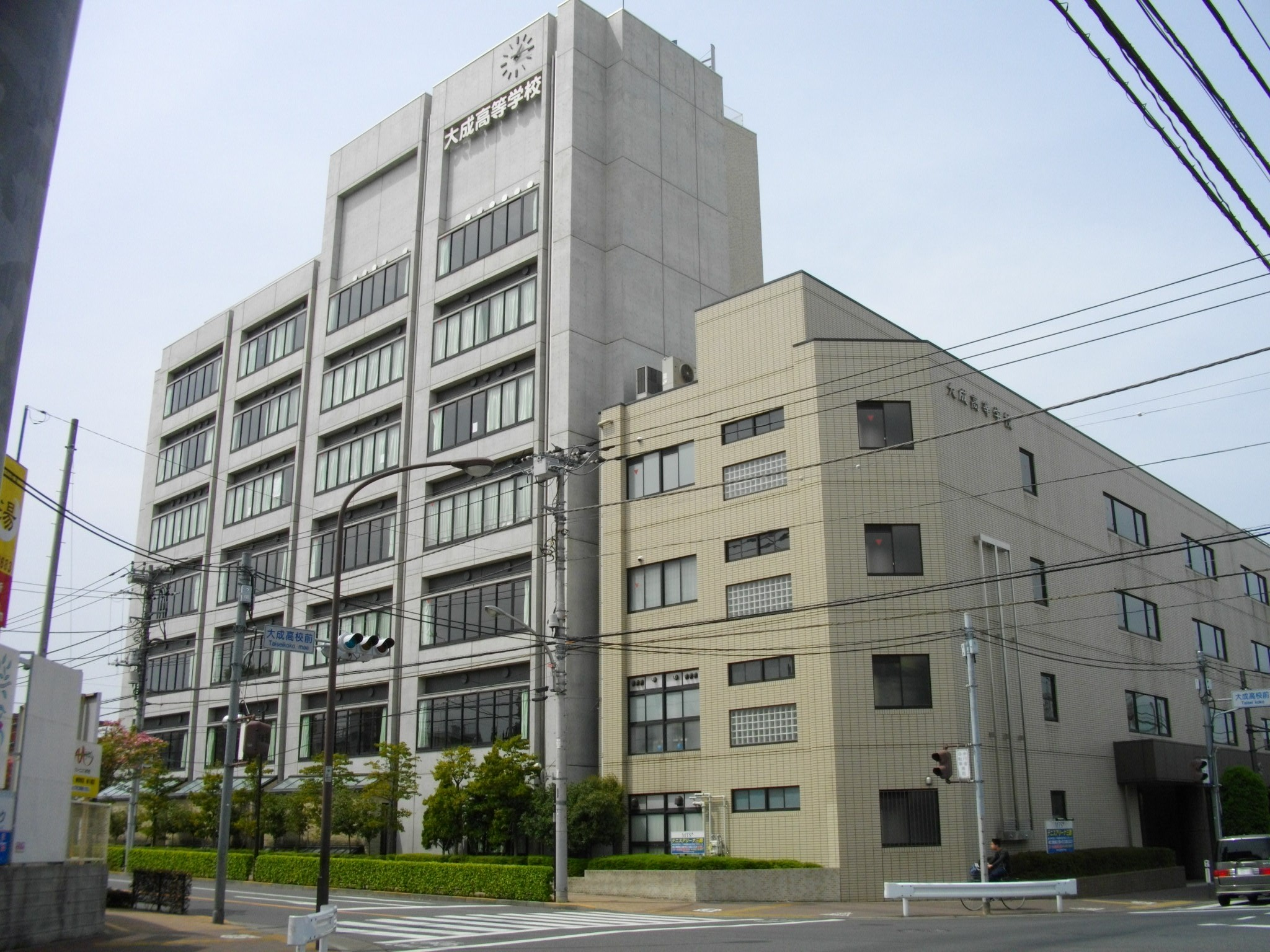
大成高等學校

### 高中
- 都立
  - 三鷹中等教育學校（日语：東京都立三鷹中等教育学校）（新川）- 中高一貫校。

- 私立
  - 明星學園高等學校（牟禮）
  - 大成高等學校（日语：大成高等学校 (東京都)）（上連雀）- 校內有「風之博物館（風のミュージアム）」，屋頂上設有風力發電裝置。
  - 國學院大學久我山高等學校（日语：國學院大學久我山中学高等学校）（牟禮）- 地址是「東京都杉並區久我山一丁目」，但學校設施約有40%位於三鷹市牟礼一丁目。
  - 法政大學中學高等學校（日语：法政大学中学高等学校）（牟禮）- 自2007年度起成為男女共學的中高一貫校。

### 大學
大澤是許多基督教系大學所在之處。

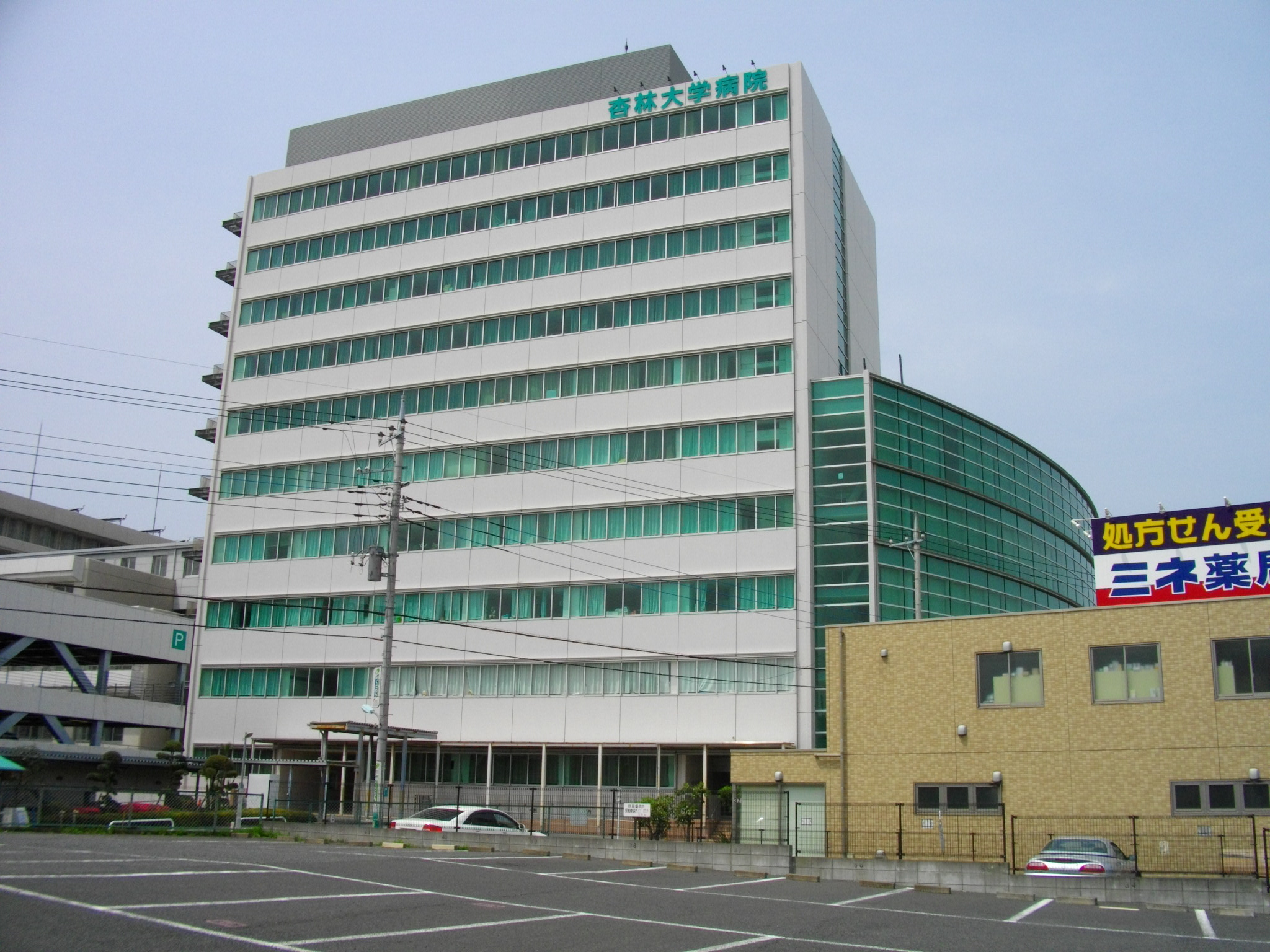
杏林大學三鷹校區附屬醫院

- 杏林大學三鷹校區（新川）- 設有附屬醫院與看護專門學校[3]。
- 杏林大學井之頭校區（下連雀）
- 國際基督教大學（大澤）
- 路德學院大學（大澤）
- 東京神學大學（日语：東京神学大学）（大澤）
- 東京大學天文學教育研究中心（日语：東京大学大学院理学系研究科附属天文学教育研究センター）（大澤）
- 總合研究大學院大學 天文學専攻（大澤）

### 相關設施
- 東京大學三鷹國際學生宿舎（新川）- 三鷹高校旁。以前稱為三鷹寮。
- 東京大學馬術場（大澤）

## 交通

### 鐵道
市區大致上由JR中央線、京王井之頭線、京王線、西武多摩川線所圍成，因此市區內的路線與鐵道車站很少，下列2站都位在與其他市區的交接處；雖然如此，但是也有幾個不在市區內的車站可以充分利用（杜鵑丘站、仙川站等）；京葉線有藉由地下路線延伸至三鷹的計畫；JR中央線三鷹站西側是三鷹電車區車庫。
東日本旅客鐵道（JR東日本）
- 中央快速線：三鷹站
- 中央·總武緩行線：三鷹站

京王電鐵
- 井之頭線：井之頭公園站 - 三鷹台站

### 道路
- 東西向
  - 連雀通 - 都道134號（日语：東京都道134号恋ヶ窪新田三鷹線）。由牟禮至井口的北端。
  - 人見街道（日语：人見街道） - 都道110號（日语：東京都道110号府中三鷹線）。沿路有市役所等各種設施。
  - 東八道路（日语：東八道路） - 都道14號。與人見街道的南側平行。
  - 甲州街道 - 國道20號。在市的南端（中原）約數百公尺處連接。
  - 山中通 - 市道138號線。連結吉祥寺通與天文台通的東西向準幹線。
  - 新道北通 - 市道139號線。連接三鷹通與武藏境通的東西向準幹線。
  - 三鷹台通 - 市道135號線。三鷹台站前至人見街道，通過井之頭地區。
  - 仲町通 - 市道143號線。赤鳥居通至吉祥寺通，與連雀通平行。
  - 明星通 - 市道143號線。吉祥寺通至井之頭公園通，仲町通的延長線。
  - 學園通 - 天文台通往西至國際基督教大學高等學校（日语：国際基督教大学高等学校）。沿路有路德學院大學、東京神學大學（日语：東京神学大学）、中近東文化中心。
- 南北向
  - 吉祥寺通 - 都道114號（日语：東京都道114号武蔵野狛江線）、都道117號（日语：東京都道117号世田谷三鷹線）。經過北野、新川、下連雀至吉祥寺站。
  - 三鷹通 - 都道121號（日语：東京都道121号武蔵野調布線）。由市役所路口到三鷹站。
  - 武藏境通 - 都道12號（日语：東京都道12号調布田無線）。通過上連雀的西側。
  - 天文台通 - 都道123號（日语：東京都道123号境調布線）。通過國立天文台的東側。道路寬度很狹窄、且有連續彎道、高低差。
  - 紫橋通（むらさき橋通り）- 市道6號線。連結武藏野市成蹊通與東八道路的南北準幹線。
  - 楓通- 市道392號線。連結JR中央線武藏境站南口與東八道路的南北準幹線。
  - 中央通 - 市道130號線。南北連結JR中央線三鷹站南口與連雀通。縱貫三鷹市内最大的商業地域。
  - 天神山通 - 市道134號線。新川與北野交界。
  - 北野中央通 - 市道142號線。通過北野地區東部東八道路以南。
  - 島屋敷通 - 市道200號線。通過UR新川島谷敷團地中央。
  - 中仙川通 - 市道146號線。通過中原地區中央地帶。
  - 井之頭公園通 - 市道142號線。井之頭公園西園至人見街道，通過井之頭地區。
  - 三鷹台站前通 - 市道135號線。三鷹台站至牟禮，通過井之頭地區。路幅狹窄。三鷹市正在設置人行步道。
- 其他方向
  - 櫻通- 市道129號線。由西北至東南連結三鷹通與紫橋通的準幹線。
- 高速道路
  - 中央自動車道 - 通過市的南部。設有三鷹收費站與高速巴士的停留所三鷹巴士站（日语：三鷹バスストップ）。
  - 東京外環自動車道（計畫中）- 在本市區域內，於三鷹台站附近與躑躅丘站附近通過。預計建設連接中央自動車道的中央JCT（日语：中央交流道）與連接中東八道路（日语：東八道路）的東八道路交流道[4]。

## 產業

### 商業
三鷹市的納稅義務者大約有九成是薪資所得者，地方的商業很少。商店會的規模皆不大。商業主要集中於JR中央線三鷹站南口地區（下連雀三丁目、下連雀四丁目）以及東八道路沿線。市內沒有百貨店與大規模的超市。在日產工場原址（下連雀）原本有大型超市「日產Factory三鷹（日産ファクトリー三鷹）」的開店計畫，但因遭到以日本共產黨、舊日本社會黨左派為中心的市民團體「三鷹環境市民連」之強烈反對運動，計畫中止。
- atré vie三鷹
- 三鷹CORAL（三鷹コラル）

主要租戶
- 三鷹市場
- 銀座Cozy Corner三鷹CORAL店
- 啓文堂書店三鷹店

中規模超市（括弧內數字為賣場樓層）
- SUMMIT STORE三鷹市役所前店（1F）
- SUMMIT STORE上連雀店（1F）
- 稻毛屋（日语：いなげや）三鷹下連雀店（1F）
- 稻毛屋三鷹牟禮店（2F）
- 東急Store（日语：東急ストア）三鷹センター店（2F）
- 三平store（日语：三平ストア）三鷹店（1F）
- 超級仲屋（スーパーナカヤ）三鷹店（1F）
- CO-OP東京（日语：生活協同組合コープとうきょう）下連雀店（1F）
- CO-OP東京（コープとうきょう）牟禮店（1F）
- Comodi飯田（日语：コモディイイダ）三鷹店（2F）
- gourmet city（日语：グルメシティ）三鷹中原店（1F）
- 小田急OX（日语：小田急商事）三鷹台店（1F）
- 小田急OX三鷹牟禮店（1F）
- 小田急OX三鷹野崎店（1F）
- 京王Store（日语：京王ストア）野崎店（2F）
- 西友三鷹牟禮店（1F）
- 大關（日语：オオゼキ）三鷹店（1F）

五金店、家電量販店等
- J-mart（日语：Jマート (ホームセンター)）三鷹店（2F）
- Homepic（日语：Olympicグループ）三鷹店
- 上新電機三鷹店（2F）
- 唐吉訶德東八三鷹店
- 小島（日语：コジマ）NEW三鷹店（2F）
- Denkichi（日语：でんきち）三鷹本店（2F）
- 超級Autobacs Seven（日语：オートバックスセブン）三鷹店（2F）
- NAP'S（日语：ナップス (神奈川県)）三鷹東八店（2F）
- PC DEPOT（日语：ピーシーデポコーポレーション）三鷹店（1F）

### 工業
- 因為位於東京23區的隣接區域，在太平洋戰爭之前開始就是日本無線（日语：日本無線）與中島飛行機等以軍需產業為中心的工廠設置之處，戰後則在此設置許多通信與汽車業相關工廠，隨著都市化的進行，地價高漲，工廠陸續搬遷至郊外。泡沫經濟破滅後，企業開始重建，市内的大規模工廠除了日本無線以外幾乎全部消失。現在，僅餘擁有世界級評價的三鷹光器（日语：三鷹光器）與其他先端技術工廠一小部份存在的程度。

#### 本社位於市內的主要企業
- AZZURONET（日语：アズロネット） - 遊戲機製造商。
- 日立Aloka醫療（日语：日立アロカメディカル） - 醫療設備製造商。（牟禮）
- JCN武藏野三鷹（日语：ジェイコム武蔵野三鷹） - 電視放送、網路、IP電話等業務的有線電視公司。（下連雀）
- GAINAX - 動畫制作、販售。（下連雀）
- JAMCO（日语：ジャムコ） - 飛機內裝製造商。（大澤）
- Studio Pierrot - 動畫製作。（下連雀）
- 三鷹光器（日语：三鷹光器） - 宇宙觀測用機器製造商。（野崎）
- 泉書房（日语：いずみ書房） - 幼兒英語教材、玩具等開發、販售。（井之頭）

#### 主要工廠
- NTT DATA（日语：NTTデータ）（下連雀）
- 化研生藥 - 本社、三鷹工場。（下連雀）
- JCB - 事務處理中心。（下連雀）
- SECOM - 開發中心、SC中心。（下連雀）
- 日本無線（日语：日本無線） - 三鷹製作所。（下連雀）
- 富士重工業 - 東京事業所。（大澤）
- 能美防災（日语：能美防災） - 三鷹工場。（牟禮）

### 農業
- 武藏野區域的特產品是獨活，近年成為特産品的還有奇異果，此外，花椰菜、綠菜花也有栽培，但是奇異果的甜度不足，一般評價並不是很高。市區位於關東砂質壤土層（関東ローム層）上，幾乎無法進行水田耕作，現在稻作農家幾乎都不存在。
- 全體農家約339家，其中專業農家54家、販賣農家262家、自給農家77家。農家的農業收入平均大約在300萬日圓以下，因不動產出租收入等農業外收入而富裕的農家很多。（2000年度農業調查）最近許多田地逐漸消失改建為大廈。

## 國家設施
- 國家機關
  - 消防廳消防大學校（日语：消防大学校）消防研究中心（中原）（但對外所在地是消防大學校所在的調布市深大寺東町）
  - 三鷹勞動基準監督署（日语：労働基準監督署）（下連雀）
  - 三鷹公共職業安定所（日语：公共職業安定所）（下連雀）
- 大學共同利用機關法人
  - 自然科學研究機構（日语：自然科学研究機構）國立天文台（大澤）
- 獨立行政法人
  - 宇宙航空研究開發機構調布航空宇宙中心飛行場分室（日语：調布航空宇宙センター）（大澤）
  - 海上技術安全研究所（日语：海上技術安全研究所）（新川）
- 特殊法人（日语：特殊法人）
  - 日本政策金融公庫（日语：日本政策金融公庫）
    - 三鷹支店（下連雀）
    - 國民生活事業本部三鷹情報系統中心（上連雀）
- 宿舍
  - 厚生勞動省三鷹宿舍（下連雀）
  - 最高裁判所三鷹宿舍（下連雀）
  - 農林水產省三鷹寮（井口）
  - 關東財務局牟禮住宅（牟禮）
  - 關東財務局三鷹第2住宅（新川）
  - 關東財務局三鷹第3住宅（新川）
  - 國立國際醫療中心（日语：国立国際医療センター）三鷹宿舍（下連雀）
  - 東京大學大澤職員宿舍（大澤）
  - 日本銀行三鷹家族寮（上連雀）
  - 日本銀行下連雀家族寮（下連雀）
  - 日本銀行三鷹寮（井口）

## 公共設施

### 公園
- 井之頭恩賜公園 - 跨武藏野市。
- 野川公園（日语：野川公園） - 跨調布市與小金井市。
- 武藏野之森公園 -跨 府中市與調布市。
- 玉川上水綠道 - 玉川上水旁的綠地，是跨福生市、昭島市、立川市、小平市、武藏野市與本市等6市的都立公園。
- 牟禮之里公園（牟禮）- 本市最高點（標高65.6公尺）附近。
- 新川丸池公園（新川） - 仙川旁的湧水池「丸池」。
- 仙川公園（新川） - 有北村西望（日语：北村西望）製作的平和祈念像（日语：平和祈念像）縮小版「平和之像」。

### 博物館、美術館
- 三鷹市立動畫美術館（通稱「三鷹之森吉卜力美術館」，下連雀） - 井之頭恩賜公園西園內。
- 三鷹市美術畫廊（三鷹CORAL 5F，下連雀）
- 山本有三紀念館（下連雀） - 山本有三舊邸。
- 湯淺八郎紀念館（日语：湯浅八郎記念館）（＝國際基督教大學博物館，大澤） - 位於大學內，1982年6月開館。
- 中近東文化中心附屬博物館（大澤）
- 太宰治文學沙龍（下連雀） - 設於伊勢元酒店舊址。

### 會館等
- 三鷹市公會堂（野崎）
- 三鷹市藝術文化中心（上連雀）
- 三鷹井心亭（下連雀）

### 圖書館
- 三鷹圖書館本館（上連雀）
- 下連雀圖書館（下連雀）
- 東部圖書館（牟禮）
- 西部圖書館（大澤）
- 三鷹站前圖書館（下連雀）
- 南部圖書館みんなみ（新川）
- 移動圖書館向日葵號

### 兒童館
- 東兒童館（牟禮）
- 西兒童館（深大寺）
- 紫色兒童廣場向日葵（むらさき子どもひろば）（下連雀）

### 總合醫療機關
- 杏林大學醫學部附屬醫院（日语：杏林大学医学部付属病院）
- 三鷹中央醫院
- 井之頭醫院

### 運動設施
- 市民總合體育館（野崎） - 第一體育館與擁有室內游泳池、和洋弓箭場等設施的第二體育館。一年使用者約12萬9000人（2005年）。
- 井之頭恩賜公園西園競技場、網球場（下連雀）
- 新川網球場（新川）
- 大澤總合運動場（大澤）
- 井口特設運動場（井口）
- 大澤野川運動場（大澤）
- 北野運動廣場（北野）
- MTS網球競技場三鷹（下連雀）

### 市政相關
- 三鷹市役所
- 三鷹市市政窗口（三鷹站前(下連雀)、三鷹台(井之頭)、西部(野崎)、東部(中原)）
- 社區中心（井口、井之頭、新川、中原、連雀、站前、牟禮、大澤）
- 三鷹市市民合作中心（下連雀）

### 其他
- 三鷹郵便局（日语：三鷹郵便局）（野崎）
- 中近東文化中心 - 中近東文化研究設施。
- 社會教育會館（下連雀）
- 東社會教育會館（牟禮）
- 西社會教育會館（深大寺）
- 三鷹產業廣場（下連雀）- SOHO據點、三鷹市特產品、吉祥物Poki（ポキ）周邊商品販售
- 三鷹商工會館（下連雀）
- 三鷹國際交流協會（MISHOP）（下連雀）
- 三鷹網路大學（日语：三鷹ネットワーク大学）（下連雀） - 三鷹站前
- 三鷹都市觀光協會（下連雀） - 三鷹站前

## 警察、消防

### 警察署
- 警視廳三鷹警察署（日语：三鷹警察署）

### 消防署
- 東京消防廳三鷹消防署（新川6-28-14）
  - 下連雀出張所（下連雀4-15-28）
  - 大澤出張所（大澤3-9-17）
  - 牟禮出張所（牟禮2-6-17）

## 地方放送
- 社區電臺 -　FM Musashino（日语：エフエムむさしの）（78.2 MHz）

週一至週五播放由三鷹市提供的宣傳節目『早安三鷹市』。
此外，開台起1年間，現場直播在KANEKO總公司大樓的錄音室公開錄製的節目。
- 有線電視 -　JCN武藏野三鷹（日语：ジェイコム武蔵野三鷹）

在『公園城市頻道』（5ch）有播放三鷹市宣傳節目。

## 觀光

### 觀光景點
- 井之頭恩賜公園
- 山本有三紀念館
- 三鷹之森吉卜力美術館
- 三鷹水車（しんぐるま），武藏野（野川流域）的水車經營農家
- 出山橫穴墓郡（日语：出山横穴墓群）第８號墓保存公開設施
- 諏訪鍬形蟲昆蟲館（諏訪クワガタ昆虫館）
- 湯淺八郎紀念館（日语：湯浅八郎記念館）
- 野川公園（日语：野川公園）
- 新川丸池之里
- 風之散步道 - 三鷹站南口至萬助橋的玉川上水旁道路。
- 三鷹陸橋（三鷹電車庫跨線橋） - 跨中央線的橋樑，1929年（昭和4年）竣工。可眺望三鷹電車區（日语：三鷹車両センター）廣大用地。
- 太宰治文學沙龍
- 玉川上水綠道
- 堀合（ほりあわい）遊步道 - 舊國鐵Green Park線改建的櫻花樹步道。

### 街道再興
- Poki- 三鷹市的代表玩偶，吉卜力美術館開館時由宮崎駿所設計。但，使用必須經過吉卜力工作室的個別審査，也必需支付給吉卜力高額的使用權利金，市民無法輕易的使用。Poki這個名稱是經過公開募集而來。集合市的特産品的「Poki Shop風之站（ポキショップ風の駅）」及同名美術館正在開發中。
- 紫草 - 曾於江戸時代栽培，近年正進行復活的活動。

### 名勝古蹟
- 鷹場標石 - 傳聞是尾張德川家鷹場的石樁。
- 黃檗宗靈泉山禪林寺（日语：禅林寺 (三鷹市)）（下連雀） - 太宰治、森鷗外之墓。
- 天台宗大盛寺（日语：大盛寺）（井之頭） - 別院（牟禮）有三木露風之墓。
- 井之頭辯財天尊堂（井之頭） - 初代歌川廣重「名所江戶百景」描繪的辯才天。井之頭池西端的島。
- 新義真言宗神龍山開宮寺井口院（上連雀） - 也稱三鷹不動尊。多摩地域真言宗88寺院組成的「多摩新四國八十八所靈場」第3號札所。
- 曹洞宗大原山春清寺（日语：春清寺）（新川） - 織田信長家臣柴田勝家之孫柴田勝重之墓。
- 新義真言宗應神山長久寺（大澤） - 寺內有一個鷹場標石。
- 曹洞宗大澤山龍源寺（日语：龍源寺）（大澤） - 近藤勇之墓。
- 八幡大神社（日语：八幡大神社 (三鷹市)）（下連雀） - 寺內有被指定為本市天然紀念物的神木。
- 牟禮神明社（牟禮） - 指往井之頭辯財天的路標石燈籠「巳待講燈籠（みまちこうとうろう）」。
- 大鷲神社（井口） - 武者小路實篤揮毫的社名碑。
- 勝渕神社（新川） - 柴田勝重將祖父柴田勝家的黃金頭盔埋於此地祭祀。
- 石造庚申供養塔（中原） - 1666年（寛文6年）建立，市內最古老的庚申塔（日语：庚申塔）。
- 天文台構內古墳（日语：天文台構内古墳） - 國立天文台三鷹園區內的上圓下方墳（日语：上円下方墳）。
- 國際基督教大學泰山莊 - 國家登錄有形文化財。
- 出山橫穴墓群（日语：出山横穴墓群）8號墓 - 東京都史跡橫穴墓（日语：横穴墓）

### 祭典、活動
- 三鷹市民驛傳大會 - 2月
- 三鷹之森動畫節（三鷹の森アニメフェスタ） - 3月
- 三鷹商工祭（みたか商工まつり）- 7月
- 三鷹阿波舞 - 8月
- 八幡大神社例大祭 - 9月
- 園藝節（ガーデニングフェスタ） - 10月
- 三鷹運動節 （みたかスポーツフェスティバル）- 10月
- 三鷹國際交流嘉年華（三鷹国際交流フェスティバル）MISHOP - 10月
- 三鷹之森節（三鷹の森フェスティバル） - 10月
- 丸池興奮祭（丸池わくわくまつり） - 10月
- 牟禮之里公園秋祭 - 10月
- 大澤之里秋祭 - 11月
- 三鷹市市民文化祭 - 11月
- 三鷹市農業祭 - 11月

### 名物、特產品
- 奇異果
- 奇異果酒
- 奇異果羊羹
- 獨活
  - 請參照農業一節。

## 關係人物
- 此僅描述與本地關係不做特別介紹。

### 文化
- 太宰治 -無賴派作家
- 福王寺法林 - 日本畫家、三鷹市名譽市民。
- 東浩紀 - 哲學者、文藝評論家。
- 吉村昭 - 歴史小説家（荒川區出身、住於井之頭）。2006年7月31日没。
- 津村節子 - 作家（吉村昭夫人、住於井之頭）。
- 金子修介 - 電影導演。三鷹四中、三鷹高校卒（澀谷區出身）。
- 岡田惠和 - 劇本家。
- 川崎伸（川崎のぼる）- 漫畫家（大阪府出身）。
- 宮下亞喜羅（宮下あきら）- 漫画家。
- [5] - 漫畫家。
- 加藤一二三 - 將棋棋士（福岡縣出身、住於下連雀）。
- 瀨戶內寂聽 - 僧侶、作家。曾住於下連雀4丁目。
- 山本有三 - 作家。曾住於下連雀2丁目。

### 藝能
- - 歌手（調布市出身、老家在滋賀縣蒲生郡日野町）。
- 志村健 - 喜劇演員。（東村山町（舊稱）出身，住於牟礼。近年的短劇中有三鷹（牟礼）的名字出現。）
- 三船敏郎- 男演員。（1997年於三鷹市過世。）
- 友阪理惠（ともさかりえ）- 女演員。
- 天宮良 - 演員。三鷹五中畢業。
- 信田美帆 - 藝人、前體操選手。
- Hiroshi - 曾經做過牛郎而知名的搞笑藝人。當牛郎時的店在市內。
- 樋口智惠子 - 女演員。
- 大野智 - 偶像歌手。
- 谷啓 - 演員、喜劇演員、長號演奏者奏者（大田區出身、住於大沢）。
- 木村了 - 演員。三鷹三中畢業。
- 草村禮子-女演員・解說員。
- Wentz瑛士 - 藝人。
- 江利智惠美（江利チエミ）- 歌手。曾上過三鷹四小。
- 本田翼 - 演員、模特兒。

### 電台
- 久保純子 - 播報員。前NHK。
- 竹内駒英 - 山陰中央電視台的播報員。
- [6] - 前NHK宇都宮放送局的播報員。三鷹高校畢業。
- 高橋（上田）昌廣 - NHK執行製作。住於井之頭4丁目。

### 體育
- 高田繁 - 前職業棒球・讀賣巨人隊選手（大阪府出身）。
- 高橋一三 - 前職業棒球・讀賣巨人隊選手。
- 蝶野正洋 - 職業摔角選手。
- 多治見麻子 - 排球選手。
- 輪島功一 - 前職業拳擊手。
- 佐佐木信也 - 前職業棒球選手、「職業棒球新聞（プロ野球ニュース）」固定成員。
- 吉田孝司　-　前職業棒球・讀賣巨人隊選手。（兵庫縣出身）
- 荻村伊智朗 - 前桌球球選手。曾於三鷹四小求學。
- 狩野舞子 -  雅典奧運排球日本代表隊候補球員。三鷹四小畢業。

### 軍人
- 東條英機 - 陸軍大將、A級戰犯，遺族住於上連雀。
- 阿南惟幾 - 陸軍大將，遺族住於下連雀。

### 企業家
- 飯島藤十郎 - 山崎麵包（山崎製パン）創立者

## 重要事件
- 三鷹事件[7]
- 井之頭公園碎屍殺人案[8]
- 三鷹市自治體中心事件（三鷹市コミュニティセンター事件）[9]
- 阿南惟幾陸軍大將切腹（事件現場於陸軍大臣室）
- 市議會文教委員會脫衣舞視察事件：1992年，進行行政視察前去看脫衣舞的事件敗露。相關人物村治哲男（日本共產黨）、中北良（公明黨）兩市議員辭職、徳永弘行（民社黨）、吉田武（自由民主黨）、榛澤茂量（自由民主黨）3市議員辭去議會幹部職務。吉野徳男委員長也因連帶責任辭去幹部職務。
- 太宰治跳水自殺
- 三鷹市役所警備員久米裕綁架事件

## 其他
2005年6月14日，非政府組織世界通訊端協會（World Teleport Association）內部論壇智慧社區論壇（Intelligent Community Forum, ICF），選出三鷹市為2005年「年度智慧城市（Intelligent Community Awards 2005）」首獎（Intelligent Community of The Year）。

## 備註
1. ↑  東京都編集『東京都の昼間人口2005』平成20年発行146,147ページ
2. ↑  名稱有「鷹」字的五個市町共同針對文化交流防災援助等主題舉辦的會議，請參考日文維基ホークスサミット條目
3. ↑  日文之看護學校指護士學校
4. ↑  Tokyo Ring Step 計画概要（外環とは） （页面存档备份，存于）　東京外かく環状道路調査事務所
5. ↑  無中文譯名
6. ↑  無漢字名
7. ↑  1949年發生於三鷹站的無人列車暴衝事件，詳見日文維基條目：三鷹事件
8. ↑  1994年發生於井之頭公園的分屍事件，目前案件未破。
9. ↑  产经新闻. .   [2017-03-08]. （原始内容存档于2017-03-09）.

## 外部連結
行政
- 三鷹市（页面存档备份，存于）（日語）

觀光
- 三鷹都市觀光協會（页面存档备份，存于）（日語）